# 中国美術館駅
中国美術館駅（ちゅうごくびじゅつかんえき）は、中華人民共和国北京市東城区に位置する、北京地下鉄8号線の駅である。

## 歴史
- 2018年12月30日 - 8号線（北段）の終点として開業。

## 駅構造
五四大街-東四西大街（東西方向）の道路と美術館東街-王府井大街（南北方向）の道路が交わる交差点の下に位置する地下駅。

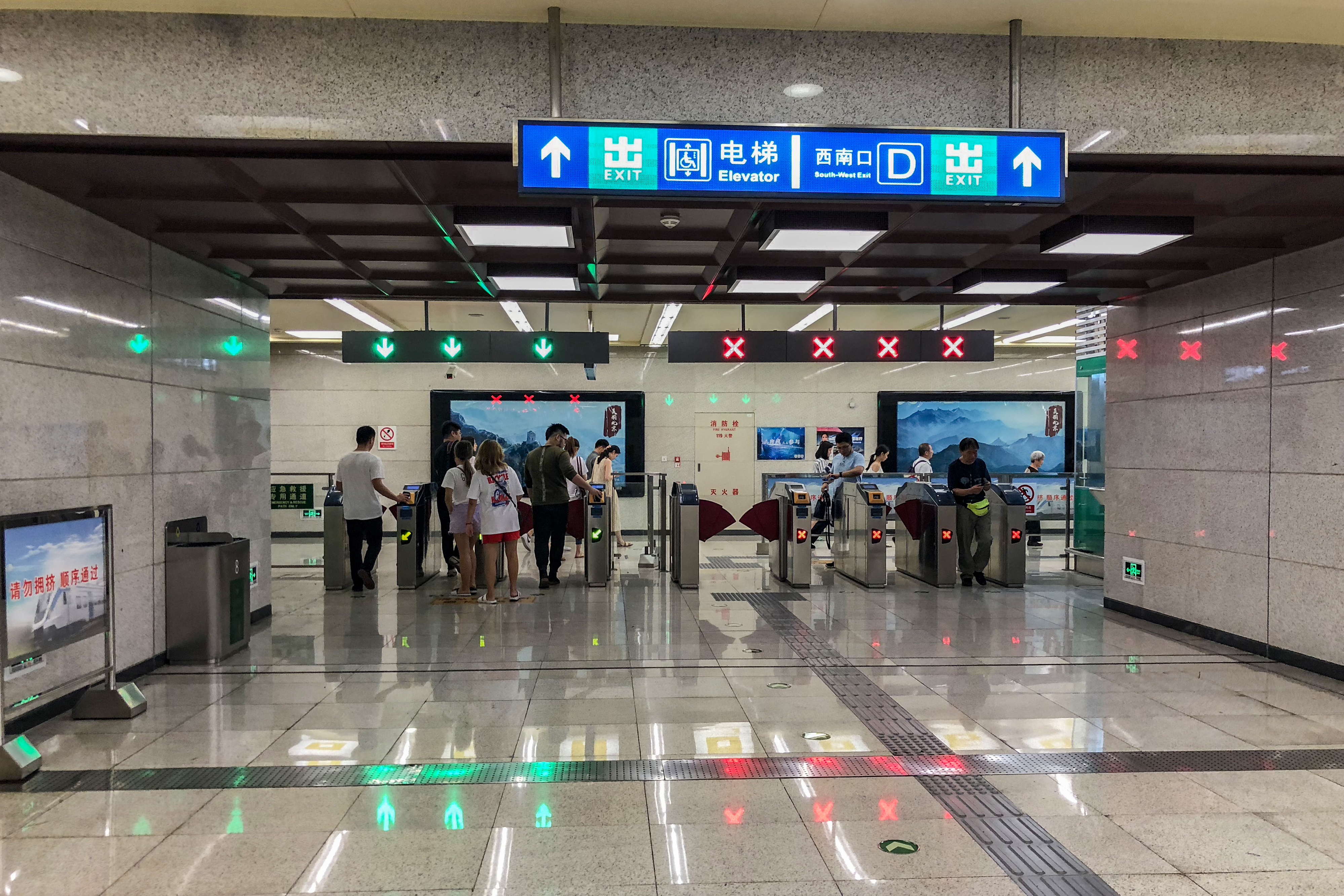
改札口

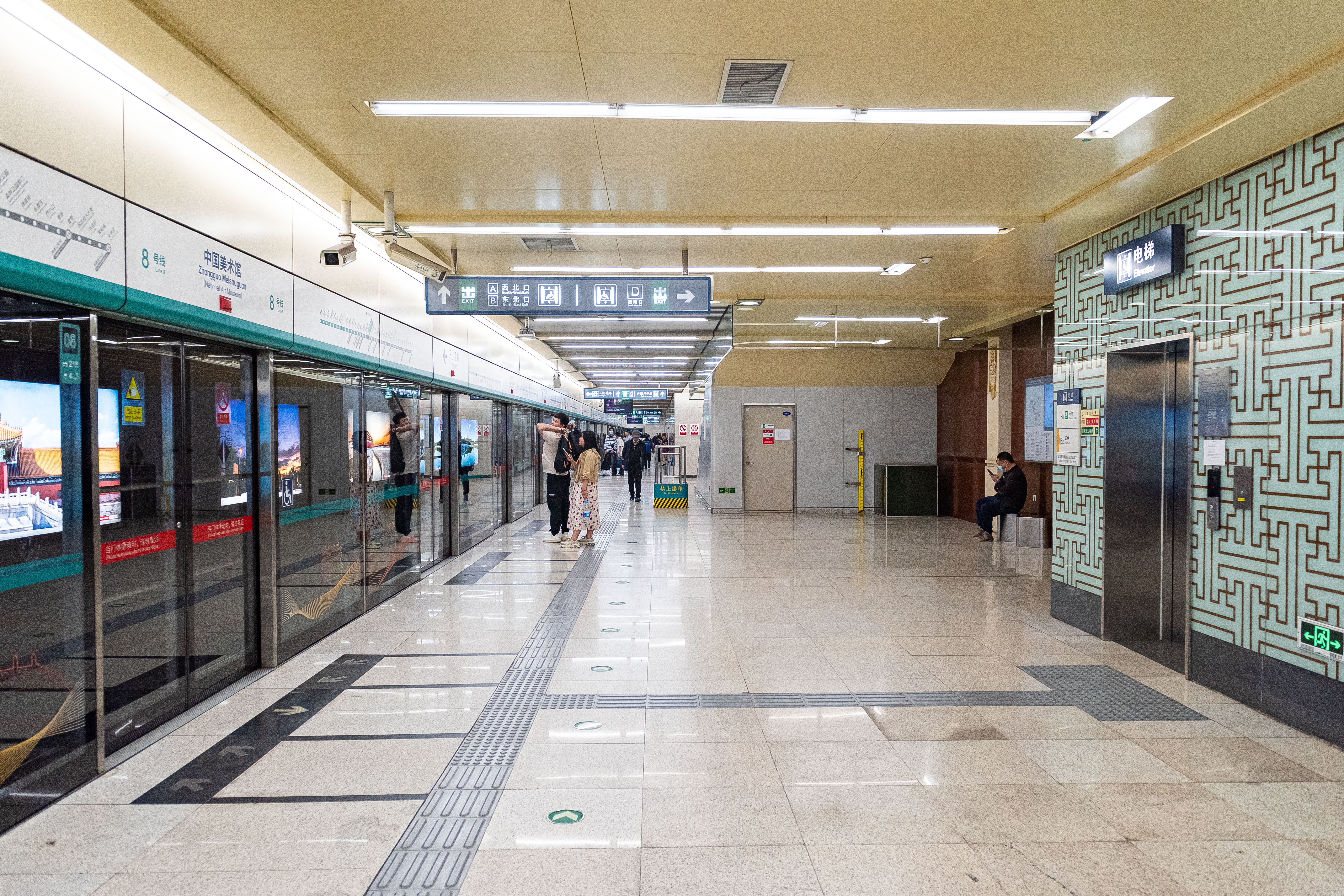
プラットホーム

プラットホームは島式ホーム1面2線を有するが、地中の熱力管を避けるために北方向のホームと南方面のホームの高さが異なる。
駅の北出口には全長24mの、高さ1.2mの『富春山居図』が設置されている。

### のりば
案内上ののりば番号は設定されていない。
| 北方面 | 8号線 | 北土城・霍営・朱辛荘方面 |
| 南方面 | 8号線 | 王府井・前門・瀛海方面   |

## 駅周辺

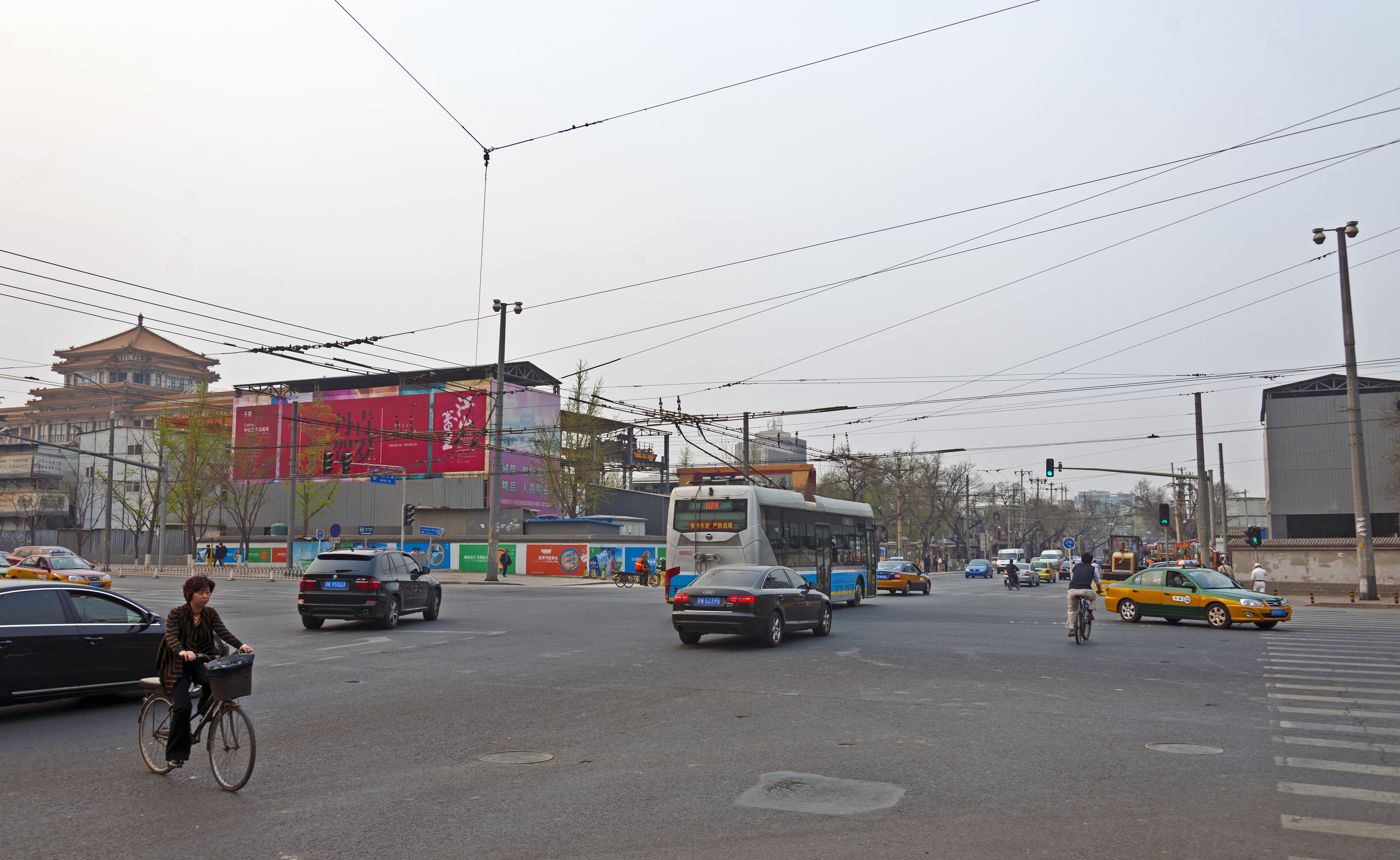
駅周辺の様子

- 中国美術館
- 皇城根遺址公園（中国語版）
- 北京三総韜奮書店（中国語版）
- 北京人民芸術劇院
- 首都劇場（中国語版）
- 中国民用航空局

## 隣の駅
北京地下鉄
 8号線
南鑼鼓巷駅 - 中国美術館駅- 金魚胡同駅